# Gold Shadow
Gold Shadow è il secondo album in studio da solista del cantante israeliano Asaf Avidan, pubblicato nel gennaio 2015.

## Tracce
1. Over My Head – 2:37
2. Ode to My Thalamus – 3:38
3. The Jail That Sets You Free – 3:18
4. Little Parcels of an Endless Time – 3:25
5. My Tunnels Are Long and Dark These Days – 4:32
6. Gold Shadow – 4:30
7. Let's Just Call It Fate – 3:12
8. These Words You Want to Hear – 3:27
9. A Part of This – 3:42
10. Bang Bang – 3:23
11. The Labyrinth Song – 4:08
12. Fair Haired Traveller – 4:11

## Classifiche
| Classifica (2015) | Posizione raggiunta |
| ----------------- | ------------------- |
| Francia           | 3                   |